# Mario Valery-Trabucco
Mario Valery Trabucco (Caracas, 19 febbraio 1987) è un hockeista su ghiaccio canadese.

## Carriera
Mario Valery-Trabucco ha iniziato la sua carriera di giocatore di hockey su ghiaccio all'Union College, che ha frequentato dal 2006 al 2010, per la squadra del quale ha giocato nei campionati della National Collegiate Athletic Association. Nel suo ultimo anno di college fu selezionato nel secondo All-Star Team del campionato studentesco ECAC Hockey.
Verso la fine della stagione 2009/10 l'ala fece il suo esordio tra i professionisti con la maglia degli Adirondack Phantoms in American Hockey League. Nei due incontri disputati non mise a segno alcun punto e prese due minuti di penalità.
Alla fine della stagione ottenne un contratto con i campioni in carica finlandesi del TPS Turku, coi quali prese parte all'European Trophy. Nella stagione 2010-2011 mise a referto coi finlandesi 57 partite, con 16 reti e 3 assist.
Per la stagione 2011-2012 Valery-Trabucco fu messo sotto contratto dagli Augsburger Panthern nella Deutsche Eishockey Liga. Vi rimase due stagioni. Passò poi in Allsvenskan dove nella stagione 2012-2013 vestì le maglie di Södertälje SK e Asplöven HC.
Fece ritorno in Germania, questa volta in seconda serie, nel 2013-2014 coi Starbulls Rosenheim, ma rimase una sola stagione: il 19 agosto 2015 fu ufficializzato il suo passaggio allo Sportivi Ghiaccio Cortina. Rimase in Italia per pochi mesi: a causa delle deludenti prestazioni fu infatti tagliato già nel mese di ottobre, trovando poi un ingaggio nelle serie minori svedesi con il Kallinge-Ronneby IF.
Nelle stagioni successive ha vestito le maglie degli inglesi Manchester Storm (2016-2017) e dei francesi Gothiques d'Amiens (per due stagioni 2017-2019). Nella sua seconda stagione ad Amiens vinse la Coppa di Francia.
Rimasto svincolato al termine della stagione, trovò un accordo nel novembre del 2019 con gli Hannover Scorpions, nella terza serie tedesca. A causa delle difficoltà legate alla pandemia di COVID-19, la squadra lo confermò per un'ulteriore stagione solo nel mese di ottobre del 2020.

## Palmarès
- Coppa di Francia: 1

Amiens: 2018-2019
- Australian Ice Hockey League: 1

CBR Brave: 2022